# Сењанин Тадија
Сењанин Тадија је историјска личност и лик из Народне епске песме ускочког циклуса.
У овој песми народни певач пева о јунаштву Сењанин Тадије, једног од најпознатијих сењских ускока, који се херојски борио против турских освајача зулумћара и спречавао их да угњетавају недужни народ. Кроз лик овог младог ускока приказане су особине српских ускока, њихов морал, самопожртвованост, спретност, сналажљивост и јунаштво.
На почетку народне епске песме Сењанин Тадија приказана је чета ускока која одлази у планине Сења. Да би искушао своју дружину Сењанин Тадија им сликовито дочарава какве их муке чекају ако их заробе Турци. Он наређује да доведу овна деветака и јарца од седам година, које је живе одерао и пустио их у јелове грање. Јарац је урликао када би грана додирнула његово тело без коже, а ован је подносио ћутећи своју бол. Разлика у понашању овна и јарца симболисала је разлику између храбрих и неустрашивих ускока који би могли да издрже све муке на које их ставе Турци и оних слабих, кукавица, који би поклекли и при најмањем болу. Уплашени оним што су видели скоро сви ускоци су кукавички побегли из дружине. Само тројица најхрабријих ускока од њих тридесеторице, Сењанин Тадија, Јован Котарац и Комнен Барјактар остају и спремни су да се одупру Турцима по сваку цену. Ова три ускока успевају да заробе Хасан-агу Куна и тридесет његових бораца и утамниче их.
Сењанин Тадија је у истоименој народној епској песми постао један од симбола борбе за ослобођење од Турака. Народни певач га описује као изразито високог младића са густим обрвама и оштрим погледом. Посебно је наглашена његова вештина и снага. Својим јуначким подвизима се није хвалио и о њима народ сазнаје касније кроз приче учесника.